# Potres v Dubrovniku (1667)
Potres v Dubrovniku je bil močan rušilni potres, ki je 6. aprila 1667 zjutraj prizadel Dubrovnik in preostalo ozemlje takratne Dubrovniške republike v južni Dalmaciji. Največ škode in žrtev je bilo v Dubrovniku, ki je bil skoraj v celoti porušen, umrlo pa je tudi več kot pol prebivalcev (med 3000 in 5000 po različnih ocenah) vključno s polovico plemstva in takratnim knezom Simoneom Ghetaldijem. Preživeli so se morali soočiti s požari, kaosom, med katerim je prišlo do množičnega ropanja, uničeno infrastrukturo (predvsem viri pitne vode) in drugimi težavami.
Po zaslugi učinkovite diplomatske akcije sta bila mesto in trgovska flota sčasoma obnovljena, zamajalo pa se je krhko ravnovesje, ki je omogočalo samostojnost in nevtralnost mestne države med takratnimi velesilami, zato velja dubrovniški potres za začetek konca Dubrovniške republike. Še zdaj je eden od najmočnejših zabeleženih potresov na ozemlju sedanje Hrvaške.

## Potres
Sodeč po raznih zgodovinskih virih, kot so poročila odposlanikov Beneške republike in pisma ter dnevniki prebivalcev, se je potres zgodil 6. aprila 1667 ob 9.45 z epicentrom blizu Dubrovnika, takrat imenovanega Ragusa. Priče so poročale o dveh šibkih predpotresnih sunkih, ki jim je sledilo 8–15 sekund silovitega tresenja (po besedah enega od frančiškanskih duhovnikov tako dolgo, kot bi za oltarjem izrekel »trpljenje našega gospoda Jezusa Kristusa« po latinsko). Na morju je nastal cunami, s hriba Srđ nad Dubrovnikom pa so se utrgale velikanske skale in se zvalile proti naseljenim predelom ter rušile vse pred sabo. V tleh so nastale večje razpoke, presušila se je večina vodnjakov, veter pa je dvignil gost oblak prahu od ruševin in razpihal plamene z ognjišč v požar, ki je po ruševinah Dubrovnika besnel še skoraj tri tedne.
Po sodobni oceni, ki upošteva obseg najbolj prizadetega območja – 100 km vzdolž obale – je bil potres stopnje 6,4±0,3 Mw. Čutili so ga vse do Benetk in Neaplja. Bolj ali manj izraziti popotresni sunki, ki pa se po moči niso približali glavnemu, so nato trajali še dlje časa, po enem od zapisov je bilo šibko tresenje moč čutiti še konec junija.

## Posledice
Najbolj prizadeto je bilo širše območje današnjega Dubrovnika, kar vključuje okoliške obale pod nadzorom Dubrovniške repulike in ozemlje južno od nje, takrat znano kot Albania Veneta pod nadzorom Beneške republike, ki zdaj pripada Črni gori. V notranjosti celine se je takrat postopoma širil Osmanski imperij, vendar o posledicah iz naselij v notranjosti ni skoraj nobenih zapisov. Posledice so dosegle IX. do X. stopnjo po evropski makroseizmični lestvici, kar pomeni močne poškodbe ali rušenje tudi dobro grajenih stavb, v Dubrovniku in krajih Ombla (danes Rijeka Dubrovačka, Mokošica in Rožat), Santa Croce (Gruž), Calamotta (Koločep) ter celo beneških Castel Novo (Hercegnovi) in Cattaro (Kotor) na jugu. Več teh je bilo v celoti porušenih.
V Dubrovniku je bilo vsesplošno razdejanje, razen obzidja, ki je ostalo celo. Od javnih zgradb sta ostali neporušeni le palača Sponza in knežji dvorec, sedež dubrovniškega vladarja – kneza oz. rektorja. Rektor Simone Ghetaldi je bil takrat ravno v kapelici, ki se je porušila in ga pokopala pod seboj. Podrle so se med drugim vse zgradbe ob glavni ulici, ki je bila zaradi ruševin neprehodna. Frančiškanski samostan (razen samostanske cerkve) je nekaj časa še stal, nato pa je pogorel s svojo veliko knjižnico vred. Morje se je nekajkrat umaknilo iz pristanišča in nato butnilo nazaj ob obzidje ter raztreščilo zasidrane ladje v njem. Številni prebivalci so umrli takoj ali ostali ujeti v ruševinah, med preostalimi pa je zavladala panika in vsi so bežali iz mesta.
Sledilo je obdobje brezvladja, med katerim so ljudje, ki so ostali brez vsega, kradli in ropali lastnino gospodarjev in drugih someščanov. Po ponovni vzpostavitvi oblasti se je večina obtožb, ki so jih obravnavala sodišča, nanašala na krajo dragocenosti iz ruševin, nato pa so prevladali primeri kraje gradbenega materiala, po katerih je možno spremljati aktivnosti obnove zasebnih stavb. Ena od prioritet javne uprave je bila ponovna vzpostavitev oskrbe s pitno vodo, zato je bil znaten del javnih sredstev v naslednjih letih namenjen obnovi mestnega akvadukta. Manj prizadeta podeželska območja v okolici so postala tarča roparskih skupin iz notranjosti celine, predvsem iz današnje Hercegovine in zahoda Črne Gore.
Potres se je zgodil v občutljivem času konflikta med Beneško republiko in Osmanskim cesarstvom, ko je Dubrovnik vzdrževal nevtralnost tudi s plačevanjem dajatev Osmanom. Nesreča je pomenila veliko nevarnost zavzetja, zato so mestni vladarji prosili za pomoč po vsej Evropi. Pomagali so jim le Španija, Neapelj in papež Inocenc XI., a je Dubrovniški republiki z intenzivno diplomatsko aktivnostjo uspelo ohraniti nevtralnost ter obnoviti mesto. Raznoliko gotsko in renesančno arhitekturo predpotresnega Dubrovnika je nadomestil skromnejši baročni slog. Zaostrili pa so se konflikti med plemstvom in zgornjim slojem meščanstva, ki je upravljal z gospodarstvom, a ni imel politične moči. Poleg tega je republika vse težje konkurirala Beneški republiki in krmarila med konflikti velesil, posebej Habsburžani in Osmani. Kljub temu se je obdržala še več kot sto let, vse do 1808, ko so jo dokončno podjarmili Francozi med Napoleonskimi vojnami in njeno ozemlje priključili Ilirskim provincam.